# (35884) 1999 JW78
1999 JW78 (asteroide 35884) é um asteroide da cintura principal. Possui uma excentricidade de 0.16435560 e uma inclinação de 4.14002º.
Este asteroide foi descoberto no dia 13 de maio de 1999 por LINEAR em Socorro.